# Sofitel Cairo El Gezirah
Sofitel Cairo El Gezirah es un hotel de lujo situado en el extremo sur de la isla de Gezira en el Nilo, en el barrio de Zamalek, al oeste del centro de El Cairo, Egipto. Es propiedad de los hoteles de lujo Sofitel, una cadena de hoteles gestionados por el grupo con sede en Francia, Accor Hospitality. 
El hotel fue construido como El Gezirah Sheraton Hotel & Towers en 1984. Fue completamente renovado por el famoso arquitecto de interiores de hoteles y restaurantes Pierre-Yves Rochon y reabrió sus puertas en septiembre de 2007. Desde entonces, el hotel ha ganado varios premios como el Star Diamond Award, Mejor hotel nuevo en MENA 5 estrellas, etc.